# Clejani
Clejani est une commune roumaine située dans le județ de Giurgiu.